# Laura Drasbæk
Laura Drasbæk, née le 22 décembre 1974, est une actrice danoise. Elle est apparue dans plus de 30 films depuis 1990.

## Filmographie
Cinéma
- 2005 : Murk
- 2002 : Okay (en)
- 1996 : Pusher

Télévision
- 2020-2022: Les Enquêtes de Dan Sommerdahl
- 2009 : Bienvenue à Larkroad
- 2002 : Rejseholdet (en)